# Мартин, Кэтрин
Кэтрин Мартин (англ. Catherine Martin, 26 января 1965, Сидней, Австралия) — австралийская художница по костюмам, художник-постановщик и кинопродюсер, лауреат четырёх премий «Оскар» и шести премий BAFTA.

## Биография
Кэтрин Мартин родилась 26 января 1965 года в Линдфилде, Сидней, Новый Южный Уэльс, Австралия. Она училась в Сиднейской северной средней школе для девочек.
Она получила диплом дизайнерского курса в Национальном институте драматического искусства в Сиднее, где она начала сотрудничать со своим однокурсником Базом Лурманом, за которого позже вышла замуж. Она разрабатывала декорации и костюмы для его одноактной пьесы, предшествующей фильму «Строго по правилам». После окончания учёбы она работала дизайнером для производства Лурмана «Потерянное озеро» (1988).
В 1989 году она разрабатывала декорации для австралийской сценической постановки «Записки сумасшедшего», в главной роли Джеффри Раш. Она работала для постановок База Лурмана «Богема» (1990) и «Сон в летнюю ночь».
Она также приступила к спектру домашнего быта, показывая краски, обои и ковры.
В 2016 году Мартин и Лурман работали над телесериалом Netflix «Отжиг» (англ. The Get Down), действие которого происходит в 1970-е годы в Южном Бронксе.

## Личная жизнь
Познакомилась со своим будущим мужем Базом Лурманом в колледже. Поженились 26 января 1997 года. Двое детей: дочь Лилиан Аманда (род. 10 октября 2003 года) и сын Уильям Александр (род. 8 июня 2005 года).

## Фильмография
| Фильмы | Фильмы                | Фильмы             | Фильмы                                                       | Фильмы |
| Год    | На русском языке      | На языке оригинала | Должность                                                    | Награды и номинации |
| ------ | --------------------- | ------------------ | ------------------------------------------------------------ | --- |
| 1992   | Строго по правилам    | Strictly Ballroom  | Художник-постановщик                                         | Премия BAFTA за лучший дизайн костюмов Премия BAFTA за лучшую работу художника-постановщика |
| 1994   | Великие представления | Great Performances | Художник по костюмам Художник-постановщик                    | |
| 1996   | Ромео + Джульетта     | Romeo + Juliet     | Помощник продюсера Художник-постановщик                      | Номинация на премию «Оскар» за лучшую работу художника-постановщика Премия BAFTA за лучшую работу художника-постановщика Премия «Спутник» за лучшую работу художника-постановщика |
| 2001   | Мулен Руж!            | Moulin Rouge!      | Помощник продюсера Художник по костюмам Художник-постановщик | Премия «Оскар» за лучший дизайн костюмов Премия «Оскар» за лучшую работу художника-постановщика Номинация на премию BAFTA за лучший дизайн костюмов Номинация на премию BAFTA за лучшую работу художника-постановщика Номинация на премию «Сатурн» за лучший дизайн костюмов Премия «Спутник» за лучший дизайн костюмов Премия «Спутник» за лучшую работу художника-постановщика |
| 2008   | Австралия             | Australia          | Сопродюсер Художник по костюмам Художник-постановщик         | Номинация на премию «Оскар» за лучший дизайн костюмов Номинация на премию «Сатурн» за лучший дизайн костюмов Номинация на премию «Спутник» за лучший дизайн костюмов Премия «Спутник» за лучшую работу художника-постановщика |
| 2013   | Великий Гэтсби        | The Great Gatsby   | Художник по костюмам Художник-постановщик                    | Премия «Оскар» за лучший дизайн костюмов Премия «Оскар» за лучшую работу художника-постановщика Премия BAFTA за лучший дизайн костюмов Премия BAFTA за лучшую работу художника-постановщика Номинация на премию «Спутник» за лучший дизайн костюмов Премия «Спутник» за лучшую работу художника-постановщика                                                                     |
| 2023   | Элвис                 | Elvis              | Сопродюсер Художник по костюмам Художник-постановщик         | Премия BAFTA за лучший дизайн костюмов Номинация на премию BAFTA за лучшую работу художника-постановщика Номинация на премию BAFTA за лучший фильм Номинация на премию «Оскар» за лучший дизайн костюмов Номинация на премию «Оскар» за лучшую работу художника-постановщика Номинация на премию «Оскар» за лучший фильм                                                         |